# Panamerikanische Spiele 2007/Leichtathletik
Bei den Panamerikanischen Spielen 2007 in Rio de Janeiro (Brasilien) wurden in der Leichtathletik vom 22. bis zum 29. Juli 47 Wettbewerbe ausgetragen, davon 24 für Männer und 23 für Frauen.

## Männer

### 100-Meter-Lauf
| Platz | Athlet            | Land | Zeit (s) |
| ----- | ----------------- | ---- | -------- |
| 1     | Churandy Martina  | AHO  | 10,15    |
| 2     | Darvis Patton     | USA  | 10,17    |
| 3     | Brendan Christian | ANT  | 10,26    |
| 4     | Henry Vizcaíno    | CUB  | 10,31    |
| 5     | Kim Collins       | SKN  | 10,31    |
| 6     | J-Mee Samuels     | USA  | 10,33    |
| 7     | Vicente de Lima   | BRA  | 10,37    |
| 8     | Anson Henry       | CAN  | 10,38    |

Finale: 24. Juli
Wind: 1,0 m/s

### 200-Meter-Lauf
| Platz | Athlet             | Land | Zeit (s) |
| ----- | ------------------ | ---- | -------- |
| 1     | Brendan Christian  | ANT  | 20,37    |
| 2     | Marvin Anderson    | JAM  | 20,38    |
| 3     | Rubin Williams     | USA  | 20,57    |
| 4     | Michael Mathieu    | BAH  | 20,89    |
| 5     | Emmanuel Callender | TRI  | 21,03    |
|       | Michael Herrera    | CUB  | DNF      |
|       | Sandro Viana       | BRA  | DQ       |
|       | Jordan Vaden       | USA  | DNS      |

Finale: 27. Juli
Wind: 0,8 m/s
Sandro Viana wurde wegen Übertretung seiner Bahn disqualifiziert.

### 400-Meter-Lauf
| Platz | Athlet            | Land | Zeit (s) |
| ----- | ----------------- | ---- | -------- |
| 1     | Chris Brown       | BAH  | 44,85    |
| 2     | Tyler Christopher | CAN  | 45,05    |
| 3     | Chris Lloyd       | DMA  | 45,40    |
| 4     | William Collazo   | CUB  | 45,45    |
| 5     | Alleyne Francique | GRN  | 45,49    |
| 6     | Avard Moncur      | BAH  | 45,51    |
| 7     | Jamaal Torrance   | USA  | 46,05    |
|       | Lionel Larry      | USA  | DNF      |

Finale: 25. Juli

### 800-Meter-Lauf
| Platz | Athlet           | Land | Zeit (min) |
| ----- | ---------------- | ---- | ---------- |
| 1     | Yeimer López     | CUB  | 1:44,58    |
| 2     | Kléberson Davide | BRA  | 1:45,47    |
| 3     | Fabiano Peçanha  | BRA  | 1:45,54    |
| 4     | Achraf Tadili    | CAN  | 1:46,07    |
| 5     | Andy González    | CUB  | 1:47,06    |
| 6     | Aldwyn Sappleton | JAM  | 1:47,14    |
| 7     | Gustavo Aguirre  | ARG  | 1:47,23    |
| 8     | David Freeman    | PUR  | 1:47,31    |

Finale: 28. Juli

### 1500-Meter-Lauf
| Platz | Athlet            | Land | Zeit (min) |
| ----- | ----------------- | ---- | ---------- |
| 1     | Hudson de Souza   | BRA  | 3:36,32    |
| 2     | Juan Luis Barrios | MEX  | 3:37,71    |
| 3     | Bayron Piedra     | ECU  | 3:37,88    |
| 4     | Javier Carriqueo  | ARG  | 3:38,62    |
| 5     | Fabiano Peçanha   | BRA  | 3:39,58    |
| 6     | Eduar Villanueva  | VEN  | 3:41,74    |
| 7     | Nico Herrera      | VEN  | 3:42,18    |
| 8     | Luis Soto         | PUR  | 3:42,49    |

25. Juli

### 5000-Meter-Lauf
| Platz | Athlet              | Land | Zeit (min) |
| ----- | ------------------- | ---- | ---------- |
| 1     | Ed Moran            | USA  | 13:25,60   |
| 2     | Juan Luis Barrios   | MEX  | 13:29,87   |
| 3     | Marílson dos Santos | BRA  | 13:30,68   |
| 4     | David Galván        | MEX  | 13:38,31   |
| 5     | Javier Carriqueo    | ARG  | 13:52,36   |
| 6     | Freddy González     | VEN  | 13:52,79   |
| 7     | William Naranjo     | COL  | 13:56,45   |
| 8     | Javier Guarín       | COL  | 14:27,89   |

23. Juli

### 10.000-Meter-Lauf
| Platz | Athlet              | Land | Zeit (min) |
| ----- | ------------------- | ---- | ---------- |
| 1     | David Galván        | MEX  | 28:08,74   |
| 2     | Marílson dos Santos | BRA  | 28:09,30   |
| 3     | Alejandro Suárez    | MEX  | 28:09,95   |
| 4     | Jorge Torres        | USA  | 28:28,48   |
| 5     | Clodoaldo da Silva  | BRA  | 28:28,92   |
| 6     | Jason Hartmann      | USA  | 29:02,89   |
| 7     | William Naranjo     | COL  | 29:13,93   |
| 8     | Freddy González     | VEN  | 29:38,04   |

27. Juli

### Marathon
| Platz | Athlet             | Land | Zeit (h) |
| ----- | ------------------ | ---- | -------- |
| 1     | Franck de Almeida  | BRA  | 2:14:03  |
| 2     | José Amado García  | GUA  | 2:14:27  |
| 3     | Procopio Franco    | MEX  | 2:15:18  |
| 4     | Jacob Frey         | USA  | 2:16:44  |
| 5     | Luis Fonseca       | VEN  | 2:17:04  |
| 6     | Chris Lundstrom    | USA  | 2:18:05  |
| 7     | Diego Colorado     | COL  | 2:20:01  |
| 8     | Francisco Bautista | MEX  | 2:21:05  |

29. Juli

### 20 km Gehen
| Platz | Athlet                   | Land | Zeit (h) |
| ----- | ------------------------ | ---- | -------- |
| 1     | Jefferson Pérez          | ECU  | 1:22:08  |
| 2     | Rolando Saquipay         | ECU  | 1:23:28  |
| 3     | Gustavo Restrepo         | COL  | 1:24:51  |
| 4     | Mario José dos Santos Jr | BRA  | 1:29:53  |
| 5     | Matthew Boyles           | USA  | 1:30:03  |
| 6     | Allan Segura             | CRC  | 1:32:27  |
| 7     | John Nunn                | USA  | 1:32:37  |
| 8     | José Alessandro Bagio    | BRA  | 1:34:15  |

22. Juli

### 50 km Gehen
| Platz | Athlet             | Land | Zeit (h) |
| ----- | ------------------ | ---- | -------- |
| 1     | Xavier Moreno      | ECU  | 3:52:07  |
| 2     | Horacio Nava       | MEX  | 3:52:35  |
| 3     | Omar Zepeda        | MEX  | 3:56:04  |
| 4     | Salvador Mira      | ESA  | 3:59:51  |
| 5     | Luis García        | GUA  | 4:01:36  |
| 6     | Fredy Hernández    | COL  | 4:03:10  |
| 7     | Cláudio dos Santos | BRA  | 4:14:38  |
| 8     | Philip Dunn        | USA  | 4:15:47  |

28. Juli

### 100-Meter-Hürdenlauf
| Platz | Athlet           | Land | Zeit (s) |
| ----- | ---------------- | ---- | -------- |
| 1     | Dayron Robles    | CUB  | 13,25    |
| 2     | David Payne      | USA  | 13,43    |
| 3     | Yoel Hernández   | CUB  | 13,50    |
| 4     | Ryan Brathwaite  | BAR  | 13,70    |
| 5     | Anselmo da Silva | BRA  | 13,72    |
| 6     | Eric Keddo       | JAM  | 13,91    |
| 7     | Bashir Ramzy     | USA  | 14,09    |
| 8     | Héctor Cotto     | PUR  | 14,09    |

Finale: 28. Juli
Wind: 0,4 m/s

### 400-Meter-Hürdenlauf
| Platz | Athlet            | Land | Zeit (s) |
| ----- | ----------------- | ---- | -------- |
| 1     | Adam Kunkel       | CAN  | 48,24    |
| 2     | Bayano Kamani     | PAN  | 48,70    |
| 3     | LaRon Bennett     | USA  | 49,07    |
| 4     | Félix Sánchez     | DOM  | 49,28    |
| 5     | Dean Griffiths    | JAM  | 49,30    |
| 6     | Javier Culson     | PUR  | 49,46    |
| 7     | Mahau Suguimati   | BRA  | 49,63    |
| 8     | Raphael Fernandes | BRA  | 51,76    |

Finale: 27. Juli

### 3000-Meter-Hindernislauf
| Platz | Athlet               | Land | Zeit (min) |
| ----- | -------------------- | ---- | ---------- |
| 1     | Joshua McAdams       | USA  | 8:30,49    |
| 2     | Michael Spence       | USA  | 8:32,11    |
| 3     | José Alberto Sánchez | CUB  | 8:36,07    |
| 4     | Gladson Barbosa      | BRA  | 8:40,32    |
| 5     | Mario Bazán          | PER  | 8:44,70    |
| 6     | Celso Ficagna        | BRA  | 8:45,94    |
| 7     | Santiago Figueroa    | ARG  | 8:46,06    |
| 8     | Alexander Greaux     | PUR  | 8:59,47    |

28. Juli

### 4-mal-100-Meter-Staffel
| Platz | Land                 | Athleten                                                         | Zeit (s) |
| ----- | -------------------- | ---------------------------------------------------------------- | -------- |
| 1     | Brasilien            | Vicente de Lima Rafael Ribeiro Basílio de Moraes Sandro Viana    | 38,81    |
| 2     | Kanada               | Richard Adu-Bobie Anson Henry Jared Connaughton Bryan Barnett    | 38,87    |
| 3     | Vereinigte Staaten   | J-Mee Samuels Monzavous Edwards Rubin Williams Darvis Patton     | 38,88    |
| 4     | Trinidad und Tobago  | Mikel Thomas Marc Burns Emmanuel Callender Keston Bledman        | 39,23    |
| 5     | Kuba                 | Wilfredo Martínez Henry Vizcaíno Yoan Manuel Frías Dayron Robles | 39,46    |
| 6     | Niederländ. Antillen | Prince Kwidama Charlton Rafaela Brian Mariano Churandy Martina   | 39,83    |
| 7     | Bahamas              | Shamar Sands Troy McIntosh Adrian Griffith Jacobi Mitchell       | 39,91    |
| 8     | St. Kitts und Nevis  | Allistar Clarke Delwayne Delaney Robert Morton Kim Collins       | 40,20    |

Finale: 28. Juli

### 4-mal-400-Meter-Staffel
| Platz | Land                | Athleten                                                                   | Zeit (min) |
| ----- | ------------------- | -------------------------------------------------------------------------- | ---------- |
| 1     | Bahamas             | Andrae Williams Avard Moncur Michael Mathieu Chris Brown                   | 3:01,94    |
| 2     | Vereinigte Staaten  | Greg Nixon Jamaal Torrance LaRon Bennett David Neville                     | 3:02,44    |
| 3     | Dominikan. Republik | Carlos Santa Arismendy Peguero Yoel Tapia Félix Sánchez                    | 3:02,48    |
| 4     | Trinidad und Tobago | Ato Modibo Renny Quow Jarrin Solomon Zwede Hewitt                          | 3:03,60    |
| 5     | Jamaika             | Allodin Fothergill Dwight Mullings Edino Steele Leford Green               | 3:04,15    |
| 6     | Brasilien           | Eduardo Vasconcelos Sanderlei Parrela A. J. dos Santos Fernando de Almeida | 3:05,87    |
| 7     | Puerto Rico         | Héctor Carrasquillo Félix Martínez Adalberto Amador Javier Culson          | 3:06,22    |
| 8     | Guatemala           | Jorge Luis Solórzano Camilo Quevedo Edwin Baltazar Allan Ayala             | 3:17,86    |

Finale: 28. Juli

### Hochsprung
| Platz | Athlet           | Land | Höhe (m) |
| ----- | ---------------- | ---- | -------- |
| 1     | Víctor Moya      | CUB  | 2,32     |
| 2     | Donald Thomas    | BAH  | 2,30     |
| 3     | James Grayman    | ANT  | 2,24     |
| 4     | Jessé de Lima    | BRA  | 2,24     |
| 5     | Gerardo Martínez | MEX  | 2,24     |
| 6     | Adam Shunk       | USA  | 2,24     |
| 7     | Trevor Barry     | BAH  | 2,21     |
| 7     | Jamie Nieto      | USA  | 2,21     |

27. Juli

### Stabhochsprung
| Platz | Athlet              | Land | Höhe (m) |
| ----- | ------------------- | ---- | -------- |
| 1     | Fábio da Silva      | BRA  | 5,40     |
| 2     | Giovanni Lanaro     | MEX  | 5,30     |
| 3     | Germán Chiaraviglio | ARG  | 5,20     |
| 4     | Dominic Johnson     | LCA  | 4,90     |

28. Juli

### Weitsprung
| Platz | Athlet            | Land | Weite (m) |
| ----- | ----------------- | ---- | --------- |
| 1     | Irving Saladino   | PAN  | 8,28      |
| 2     | Wilfredo Martínez | CUB  | 7,92      |
| 3     | Bashir Ramzy      | USA  | 7,90      |
| 4     | Iván Pedroso      | CUB  | 7,86      |
| 5     | Osbourne Moxey    | BAH  | 7,81      |
| 6     | Carlos Jorge      | DOM  | 7,63      |
| 7     | Hugo Chila        | ECU  | 7,60      |
| 8     | Allen Simms       | PUR  | 7,55      |

Finale: 24. Juli

### Dreisprung
| Platz | Athlet           | Land | Weite (m) |
| ----- | ---------------- | ---- | --------- |
| 1     | Jadel Gregório   | BRA  | 17,27     |
| 2     | Osniel Tosca     | CUB  | 16,92     |
| 3     | Yoandri Betanzos | CUB  | 16,90     |
| 4     | Jefferson Sabino | BRA  | 16,81     |
| 5     | Lawrence Willis  | USA  | 16,72     |
| 6     | Leevan Sands     | BAH  | 16,67     |
| 7     | Randy Lewis      | GRN  | 16,42     |
| 8     | Ayata Joseph     | ANT  | 15,73     |

28. Juli

### Kugelstoßen
| Platz | Athlet              | Land | Weite (m) |
| ----- | ------------------- | ---- | --------- |
| 1     | Dylan Armstrong     | CAN  | 20,10     |
| 2     | Dorian Scott        | JAM  | 20,06     |
| 3     | Carlos Véliz        | CUB  | 19,75     |
| 4     | Garrett Johnson     | USA  | 19,67     |
| 5     | Germán Lauro        | ARG  | 19,49     |
| 6     | Marco Antonio Verni | CHI  | 18,54     |
| 7     | Alexis Paumier      | CUB  | 18,47     |
| 8     | Yojer Medina        | VEN  | 18,10     |

24. Juli

### Diskuswurf
| Platz | Athlet            | Land | Weite (m) |
| ----- | ----------------- | ---- | --------- |
| 1     | Michael Robertson | USA  | 59,24     |
| 2     | Adam Kuehl        | USA  | 57,50     |
| 3     | Dariusz Slowik    | CAN  | 57,37     |
| 4     | Germán Lauro      | ARG  | 56,08     |
| 5     | Yunio Lastre      | CUB  | 54,80     |
| 6     | Ronald Julião     | BRA  | 54,36     |
| 7     | Adonson Shallow   | VIN  | 54,03     |
| 8     | Julián Angulo     | COL  | 50,79     |

28. Juli

### Hammerwurf
| Platz | Athlet             | Land | Weite (m) |
| ----- | ------------------ | ---- | --------- |
| 1     | James Steacy       | CAN  | 73,77     |
| 2     | Kibwe Johnson      | USA  | 73,23     |
| 3     | Juan Ignacio Cerra | ARG  | 72,12     |
| 4     | A. G. Kruger       | USA  | 68,71     |
| 5     | Patricio Palma     | CHI  | 67,86     |
| 6     | Noleysi Bicet      | CUB  | 67,51     |
| 7     | Wagner Domingos    | BRA  | 65,27     |
| 8     | Aldo Bello         | VEN  | 63,98     |

25. Juli

### Speerwurf
| Platz | Athlet                  | Land | Weite (m) |
| ----- | ----------------------- | ---- | --------- |
| 1     | Guillermo Martínez      | CUB  | 77,66     |
| 2     | Mike Hazle              | USA  | 75,33     |
| 3     | Alexon Maximiano        | BRA  | 75,04     |
| 4     | Víctor Fatecha          | PAR  | 72,30     |
| 5     | Noraldo Palacios        | COL  | 71,14     |
| 6     | Pablo Pietrobelli       | ARG  | 70,62     |
| 7     | Justin St. Clair        | USA  | 68,48     |
| 8     | Júlio César de Oliveira | BRA  | 67,92     |

28. Juli

### Zehnkampf
| Platz | Athlet                 | Land | Punkte |
| ----- | ---------------------- | ---- | ------ |
| 1     | Maurice Smith          | JAM  | 8278   |
| 2     | Yordanis García        | CUB  | 8113   |
| 3     | Carlos Chinin          | BRA  | 7977   |
| 4     | Leonel Suárez          | CUB  | 7936   |
| 5     | Ryan Harlan            | USA  | 7687   |
| 6     | Chris Boyles           | USA  | 7666   |
| 7     | Ivan Scolfaro da Silva | BRA  | 7665   |
| 8     | Gonzalo Barroilhet     | CHI  | 7193   |

23./24. Juli

## Frauen

### 100-Meter-Lauf
| Platz | Athletin         | Land | Zeit (s) |
| ----- | ---------------- | ---- | -------- |
| 1     | Mikele Barber    | USA  | 11,02    |
| 2     | Mechelle Lewis   | USA  | 11,24    |
| 3     | Chandra Sturrup  | BAH  | 11,29    |
| 4     | Tahesia Harrigan | IVB  | 11,34    |
| 5     | Sherry Fletcher  | GRN  | 11,36    |
| 6     | Virgil Hodge     | SKN  | 11,40    |
| 7     | LaVerne Jones    | ISV  | 11,49    |
| 8     | Tracy-Ann Rowe   | JAM  | 11,56    |

Finale:
Wind: 0,8 m/s

### 200-Meter-Lauf
| Platz | Athletin         | Land | Zeit (s) |
| ----- | ---------------- | ---- | -------- |
| 1     | Roxana Díaz      | CUB  | 22,90    |
| 2     | Sheri-Ann Brooks | JAM  | 22,92    |
| 3     | Sherry Fletcher  | GRN  | 22,96    |
| 4     | Virgil Hodge     | SKN  | 23,05    |
| 5     | Aleen Bailey     | JAM  | 23,09    |
| 6     | Felipa Palacios  | COL  | 23,34    |
| 7     | Shareese Woods   | USA  | 23,34    |
| 8     | Latonia Wilson   | USA  | 23,50    |

Finale: 27. Juli
Wind: −0,6 m/s

### 400-Meter-Lauf
| Platz | Athletin           | Land | Zeit (s) |
| ----- | ------------------ | ---- | -------- |
| 1     | Ana Guevara        | MEX  | 50,34    |
| 2     | Christine Amertil  | BAH  | 50,99    |
| 3     | Indira Terrero     | CUB  | 51,09    |
| 4     | Shereefa Lloyd     | JAM  | 51,19    |
| 5     | Davita Prendergast | JAM  | 51,90    |
| 6     | Monique Henderson  | USA  | 52,28    |
| 7     | LaVerne Jones      | ISV  | 52,97    |
| 8     | Debbie Dunn        | USA  | 52,97    |

Finale: 25. Juli

### 800-Meter-Lauf
| Platz | Athletin        | Land | Zeit (min) |
| ----- | --------------- | ---- | ---------- |
| 1     | Diane Cummins   | CAN  | 1:59,75    |
| 2     | Rosibel García  | COL  | 2:00,02    |
| 3     | Zulia Calatayud | CUB  | 2:00,34    |
| 4     | Marian Burnett  | GUY  | 2:00,40    |
| 5     | Josiane Tito    | BRA  | 2:01,41    |
| 6     | Alysia Johnson  | USA  | 2:02,57    |
| 7     | Ysanne Williams | JAM  | 2:03,18    |
| 8     | Melissa de Leon | TRI  | 2:03,63    |

Finale: 24. Juli

### 1500-Meter-Lauf
| Platz | Athletin                 | Land | Zeit (min) |
| ----- | ------------------------ | ---- | ---------- |
| 1     | Juliana Paula dos Santos | BRA  | 4:13,36    |
| 2     | Mary Jayne Harrelson     | USA  | 4:15,24    |
| 3     | Rosibel García           | COL  | 4:15,78    |
| 4     | Marian Burnett           | GUY  | 4:17,91    |
| 5     | Lysaira del Valle        | PUR  | 4:18,40    |
| 6     | Lindsey Gallo            | USA  | 4:18,87    |
| 7     | Sabine Heitling          | BRA  | 4:19,21    |
| 8     | Valeria Rodríguez        | ARG  | 4:21,67    |

27. Juli

### 5000-Meter-Lauf
| Platz | Athletin              | Land | Zeit (min) |
| ----- | --------------------- | ---- | ---------- |
| 1     | Megan Metcalfe        | CAN  | 15:35,78   |
| 2     | Catherine Ferrell     | USA  | 15:42,01   |
| 3     | Nora Leticia Rocha    | MEX  | 15:43,80   |
| 4     | Dulce María Rodríguez | MEX  | 15:46,89   |
| 5     | Lucélia Peres         | BRA  | 15:47,61   |
| 6     | Bertha Sánchez        | COL  | 15:49,97   |
| 7     | Ednalva da Silva      | BRA  | 15:55,46   |
| 8     | Mandi Zemba           | USA  | 16:08,09   |

27. Juli

### 10.000-Meter-Lauf
| Platz | Athletin              | Land | Zeit (min) |
| ----- | --------------------- | ---- | ---------- |
| 1     | Sara Slattery         | USA  | 32:54,41   |
| 2     | Dulce María Rodríguez | MEX  | 32:56,75   |
| 3     | Lucélia Peres         | BRA  | 33:19,48   |
| 4     | Nora Leticia Rocha    | MEX  | 33:33,72   |
| 5     | Inés Melchor          | PER  | 33:36,17   |
| 6     | Emily McCabe          | USA  | 33:39,61   |
| 7     | Ednalva da Silva      | BRA  | 34:09,21   |
| 8     | Bertha Sánchez        | COL  | 34:13,25   |

23. Juli

### Marathon
| Platz | Athletin          | Land | Zeit (h) |
| ----- | ----------------- | ---- | -------- |
| 1     | Mariela González  | CUB  | 2:43:11  |
| 2     | Márcia Narloch    | BRA  | 2:45:10  |
| 3     | Sirlene de Pinho  | BRA  | 2:47:36  |
| 4     | Jessica Rodríguez | MEX  | 2:48:11  |
| 5     | Yailén García     | CUB  | 2:49:52  |
| 6     | Ruby Riativa      | COL  | 2:51:35  |
| 7     | Christine Lundy   | USA  | 2:51:56  |
| 8     | Emily Mortensen   | USA  | 3:02:00  |

22. Juli

### 20 km Gehen
| Platz | Athletin                  | Land | Zeit (h) |
| ----- | ------------------------- | ---- | -------- |
| 1     | Cristina López            | ESA  | 1:38:59  |
| 2     | Miriam Ramón              | ECU  | 1:40:03  |
| 3     | María Esther Sánchez      | MEX  | 1:41:47  |
| 4     | Tânia Regina Spindler     | BRA  | 1:42:15  |
| 5     | María del Rosario Sánchez | MEX  | 1:42:47  |
| 6     | Sandra Zapata             | COL  | 1:43:44  |
| 7     | Yadira Guamán             | ECU  | 1:46:06  |

22. Juli

### 100-Meter-Hürdenlauf
| Platz | Athletin               | Land | Zeit (s) |
| ----- | ---------------------- | ---- | -------- |
| 1     | Delloreen Ennis-London | JAM  | 12,65    |
| 2     | Perdita Felicien       | CAN  | 12,65    |
| 3     | Angela Whyte           | CAN  | 12,72    |
| 4     | Vonette Dixon          | JAM  | 12,86    |
| 5     | Anay Tejeda            | CUB  | 12,95    |
| 6     | Jenny Adams            | USA  | 13,15    |
| 7     | Nadine Faustin-Parker  | HAI  | 13,26    |
| 8     | Yvette Lewis           | USA  | 13,69    |

Finale: 25. Juli
Wind: 0,0 m/s

### 400-Meter-Hürdenlauf
| Platz | Athletin         | Land | Zeit (s) |
| ----- | ---------------- | ---- | -------- |
| 1     | Sheena Johnson   | USA  | 54,64    |
| 2     | Nickiesha Wilson | JAM  | 54,94    |
| 3     | Nicole Leach     | USA  | 54,97    |
| 4     | Shevon Stoddart  | JAM  | 55,42    |
| 5     | Andrea Blackett  | BAR  | 56,02    |
| 6     | Lucimar Teodoro  | BRA  | 56,58    |
| 7     | Janeil Bellille  | TRI  | 57,42    |
| 8     | Daimí Pernía     | CUB  | 59,71    |

Finale: 25. Juli

### 3000-Meter-Hindernislauf
| Platz | Athletin            | Land | Zeit (min) |
| ----- | ------------------- | ---- | ---------- |
| 1     | Sabine Heitling     | BRA  | 09:51,13   |
| 2     | Talis Apud-Martínez | MEX  | 09:55,43   |
| 3     | Zenaide Vieira      | BRA  | 09:55,71   |
| 4     | Desiraye Osburn     | USA  | 09:59,11   |
| 5     | Kristin Anderson    | USA  | 10:08,67   |
| 6     | Ángela Figueroa     | COL  | 10:14,92   |

### 4-mal-100-Meter-Staffel
| Platz | Land                | Athletinnen                                                                   | Zeit (s) |
| ----- | ------------------- | ----------------------------------------------------------------------------- | -------- |
| 1     | Jamaika             | Sheri-Ann Brooks Tracy-Ann Rowe Aleen Bailey Peta-Gaye Dowdie                 | 43,58    |
| 2     | Vereinigte Staaten  | Shareese Woods Mechelle Lewis Alexis Weatherspoon Mikele Barber               | 43,62    |
| 3     | Kuba                | Virgen Benavides Roxana Díaz Misleidys Lazo Anay Tejeda                       | 43,80    |
| 4     | Puerto Rico         | Beatriz Cruz Celiangeli Morales Jennifer Gutiérrez Carol Rodríguez            | 43,81    |
| 5     | St. Kitts und Nevis | Tanika Liburd Desarie Walwyn Tameka Williams Virgil Hodge                     | 44,14    |
| 6     | Brasilien           | Thatiana Regina Ignácio Lucimar A. de Moura Thaíssa Presti Luciana dos Santos | 44,14    |
| 7     | Trinidad und Tobago | Ayanna Hutchinson Sasha Springer Nandelle Cameron Fana Ashby                  | 44,33    |
|       | Kolumbien           |                                                                               | DNS      |

Finale: 28. Juli

### 4-mal-400-Meter-Staffel
| Platz | Land                | Athletinnen                                                        | Zeit (min) |
| ----- | ------------------- | ------------------------------------------------------------------ | ---------- |
| 1     | Kuba                | Aymée Martínez Daimí Pernía Zulia Calatayud Indira Terrero         | 3:27,51    |
| 2     | Mexiko              | María Teresa Rugerio Gabriela Medina Zudikey Rodríguez Ana Guevara | 3:27,75    |
| 3     | Vereinigte Staaten  | Debbie Dunn Angel Perkins Latonia Wilson Nicole Leach              | 3:27,84    |
| 4     | Jamaika             | Ronetta Smith Shereefa Lloyd Anastasia Le-Roy Davita Prendergast   | 3:28,74    |
| 5     | Brasilien           | Maria Laura Almirão Emmily Pinheiro Lucimar Teodoro Josiane Tito   | 3:28,89    |
| 6     | Kanada              | Adrienne Power Esther Akinsulie Carline Muir Diane Cummins         | 3:32,37    |
| 7     | Trinidad und Tobago | Janeil Bellille Natalie Dixon Melissa de Leon Romona Modeste       | 3:39,67    |
| 8     | Ecuador             | Jessica Perea Lucy Jaramillo Paola Sánchez Érika Chávez            | 3:43,88    |

28. Juli

### Hochsprung
| Platz | Athletin               | Land | Höhe (m) |
| ----- | ---------------------- | ---- | -------- |
| 1     | Romary Rifka           | MEX  | 1,95     |
| 2     | Nicole Forrester       | CAN  | 1,95     |
| 3     | Levern Spencer         | LCA  | 1,87     |
| 4     | Caterine Ibargüen      | COL  | 1,87     |
| 5     | Eliana Renata da Silva | BRA  | 1,84     |
| 6     | Juana Rosario Arrendel | DOM  | 1,81     |
| 6     | Sharon Day             | USA  | 1,81     |
| 8     | Solange Witteveen      | ARG  | 1,81     |

25. Juli

### Stabhochsprung
| Platz | Athletin         | Land | Höhe (m) |
| ----- | ---------------- | ---- | -------- |
| 1     | Fabiana Murer    | BRA  | 4,60     |
| 2     | April Steiner    | USA  | 4,40     |
| 3     | Yarisley Silva   | CUB  | 4,30     |
| 4     | Alejandra García | ARG  | 4,20     |
| 5     | Joana Costa      | BRA  | 4,20     |
| 6     | Carolina Torres  | CHI  | 4,00     |
| 7     | Deborah Gyurcsek | URU  | 3,75     |
| 8     | María Ferrand    | PER  | 3,45     |

23. Juli

### Weitsprung
| Platz | Athletin           | Land | Weite (m) |
| ----- | ------------------ | ---- | --------- |
| 1     | Maurren Higa Maggi | BRA  | 6,84      |
| 2     | Keila Costa        | BRA  | 6,73      |
| 3     | Yargelis Savigne   | CUB  | 6,66      |
| 4     | Elva Goulbourne    | JAM  | 6,48      |
| 5     | Rhonda Watkins     | TRI  | 6,42      |
| 6     | Jackie Edwards     | BAH  | 6,37      |
| 7     | Shameka Marshall   | USA  | 6,25      |
| 8     | Arantxa King       | BER  | 6,18      |

25. Juli

### Dreisprung
| Platz | Athletin           | Land | Weite (m) |
| ----- | ------------------ | ---- | --------- |
| 1     | Yargelis Savigne   | CUB  | 14,80     |
| 2     | Keila Costa        | BRA  | 14,38     |
| 3     | Mabel Gay          | CUB  | 14,26     |
| 4     | Maurren Higa Maggi | BRA  | 14,07     |
| 5     | Shani Marks        | USA  | 13,92     |
| 6     | Yvette Lewis       | USA  | 13,49     |
| 7     | Ayanna Alexander   | TRI  | 13,21     |
| 8     | Michelle Vaughn    | GUY  | 13,18     |

27. Juli

### Kugelstoßen
| Platz | Athletin              | Land | Weite (m) |
| ----- | --------------------- | ---- | --------- |
| 1     | Misleydis González    | CUB  | 18,83     |
| 2     | Yumileidi Cumbá       | CUB  | 18,28     |
| 3     | Cleopatra Borel-Brown | TRI  | 18,22     |
| 4     | Jillian Camarena      | USA  | 18,11     |
| 5     | Kristin Heaston       | USA  | 17,88     |
| 6     | Elisângela Adriano    | BRA  | 17,73     |
| 7     | Natalia Ducó          | CHI  | 16,92     |
| 8     | Andréa Maria Britto   | BRA  | 16,52     |

27. Juli

### Diskuswurf
| Platz | Athletin             | Land | Weite (m) |
| ----- | -------------------- | ---- | --------- |
| 1     | Yarelys Barrios      | CUB  | 61,72     |
| 2     | Yania Ferrales       | CUB  | 61,71     |
| 3     | Elisângela Adriano   | BRA  | 60,27     |
| 4     | Suzanne Powell-Roos  | USA  | 59,08     |
| 5     | Summer Pierson       | USA  | 56,03     |
| 6     | Dayana Octavien      | HAI  | 53,66     |
| 7     | Annie Alexander      | TRI  | 51,52     |
| 8     | Renata de Figueirêdo | BRA  | 50,23     |

23. Juli

### Hammerwurf
| Platz | Athletin          | Land | Weite (m) |
| ----- | ----------------- | ---- | --------- |
| 1     | Yipsi Moreno      | CUB  | 75,20     |
| 2     | Arasay Thondike   | CUB  | 68,70     |
| 3     | Jennifer Dahlgren | ARG  | 68,37     |
| 4     | Kristal Yush      | USA  | 66,47     |
| 5     | Brittany Riley    | USA  | 65,49     |
| 6     | Crystal Smith     | CAN  | 64,78     |
| 7     | Sultana Frizell   | CAN  | 63,25     |
| 8     | Johana Moreno     | COL  | 62,77     |

23. Juli

### Speerwurf
| Platz | Athletin           | Land | Weite (m) |
| ----- | ------------------ | ---- | --------- |
| 1     | Osleidys Menéndez  | CUB  | 62,34     |
| 2     | Sonia Bisset       | CUB  | 60,68     |
| 3     | Laverne Eve        | BAH  | 58,10     |
| 4     | Dana Pounds        | USA  | 58,00     |
| 5     | Alessandra Resende | BRA  | 57,95     |
| 6     | Erma-Gene Evans    | LCA  | 54,23     |
| 7     | Dalila Rugama      | NCA  | 52,36     |
| 8     | Leryn Franco       | PAR  | 52,24     |

27. Juli

### Siebenkampf
| Platz | Athletin          | Land | Punkte |
| ----- | ----------------- | ---- | ------ |
| 1     | Jessica Zelinka   | CAN  | 6136   |
| 2     | Gretchen Quintana | CUB  | 6000   |
| 3     | Lucimara da Silva | BRA  | 5873   |
| 4     | Yasmiany Pedroso  | CUB  | 5692   |
| 5     | Virginia Johnson  | USA  | 5619   |
| 6     | Elizete da Silva  | BRA  | 5564   |
| 7     | Yaritza Rivera    | PUR  | 5517   |
| 8     | Daniela Crespo    | ARG  | 4951   |

24./25. Juli